# 镭补
镭补，又译作镭水，是一种专利药，以放射性假藥的一种著名例子而广为人知。它是一种含有至少1微居里（合37千贝克勒尔）的镭226或228同位素的三重蒸馏水。

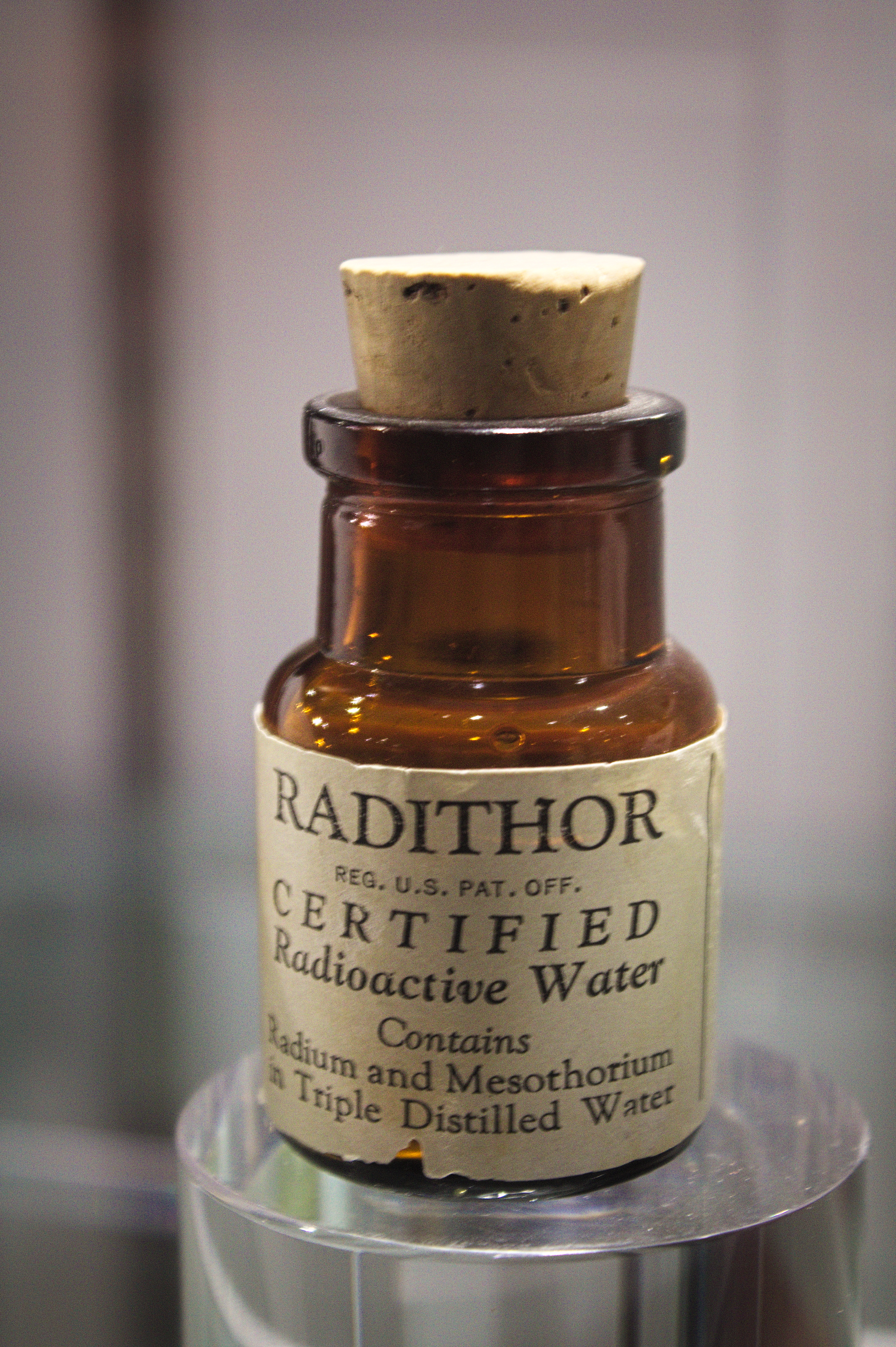
新墨西哥州国家核科学与历史博物馆收藏的镭补瓶

## 历史
镭补是1918至1928年间，由位于新泽西的东奥兰治市的Bailey Radium Laboratories公司生产的产品。公司的拥有者是威廉·J. A. 贝利，一个自称为“医学博士”的哈佛大学辍学生，并且不是一个医生。这种产品被宣传为“治愈活死人的良方”和“永恒的阳光”。
1932年，埃本·拜尔斯，一个富有的美国运动员、实业家及耶鲁大学毕业生，在因镭补引起的辐射中毒而死去。
华尔街日报上的文章这样评论拜尔斯的死亡：“镭补一直很管用，直到他的下巴掉下来为止。” 拜尔斯的死亡使得美国食品药品管理局强化了对专利药品的管制。